# Columbit
Columbit, còn được gọi là niobit và columbat [(Fe, Mn)Nb2O6] là một  khoáng vật. Nhóm khoáng sản này lần đầu tiên được tìm thấy ở Haddam, Connecticut, Hoa Kỳ. Nó tạo thành một chuỗi với ferrotantalit tương tự tantalum-dominant và một chuỗi với manganese-dominant tương tự manganocolumbit. Khoáng giàu sắt của nhóm columbit là ferrocolumbit. Đôi khi thiếc và wolfram có thể có mặt trong khoáng sản. Yttrocolumbit là khoáng sản giàu ytri  của columbit với công thức (Y, U, Fe) (Y,U,Fe)(Nb,Ta)O4. Đây là một khoáng chất phóng xạ được tìm thấy ở Mozambique.
Columbit là có cấu trúc hệ tinh thể trực thoi như tantalit. Trong thực tế, columbit và tantalit có thể kiên kết lại với nhau gọi là  columbit-tantalit hoặc coltan. Tuy nhiên, tantalit có trọng lượng riêng lớn hơn columbit, tantalit là 8.0 so với columbite chỉ là 5.2.
Columbit cũng rất giống với tapiolit. Những khoáng chất này có cùng thành phần hóa học nhưng cấu trúc đối xứng tinh thể khác nhau: columbit là hệ tinh thể trực thoi và tapiolit là hệ tinh thể bốn phương. Viên pha lê đơn tinh thể lớn nhất được ghi chép bao gồm các tấm 6 mm (0,24 inch) dày 76 cm × 61 cm (30 in × 24 in).

## Sự xuất hiện
Columbit lần đầu tiên được tìm thấy ở Hoa Kỳ đã được biết đến từ một mẫu vật có lẽ bắt nguồn từ John Winthrop (1606-1676), thống đốc đầu tiên của Connecticut Colony và bộ sưu tập khoáng sản khổng lồ.  Cùng với 600 mẫu khác, nó được Wait Winthrop (1681-1747) quyên góp cho Hans Sloane- chủ tịch Hội Hoàng gia Anh, khi trở thành Ủy viên Hội Hoàng gia năm 1737.
Năm 1801, Charles Hatchett khám phá ra nguyên tố nobi trong mẫu vật này,sau đó ông đã đặt tên cho nó là columbit để tôn vinh Cristoforo Colombo, người phát hiện ra châu Mỹ.